# Santa Eulàlia de Riuprimer
Pour les articles homonymes, voir Santa Eulalia.
Santa Eulàlia de Riuprimer est une commune de la province de Barcelone, en Catalogne, en Espagne, de la comarque d'Osona